# Гідравліка

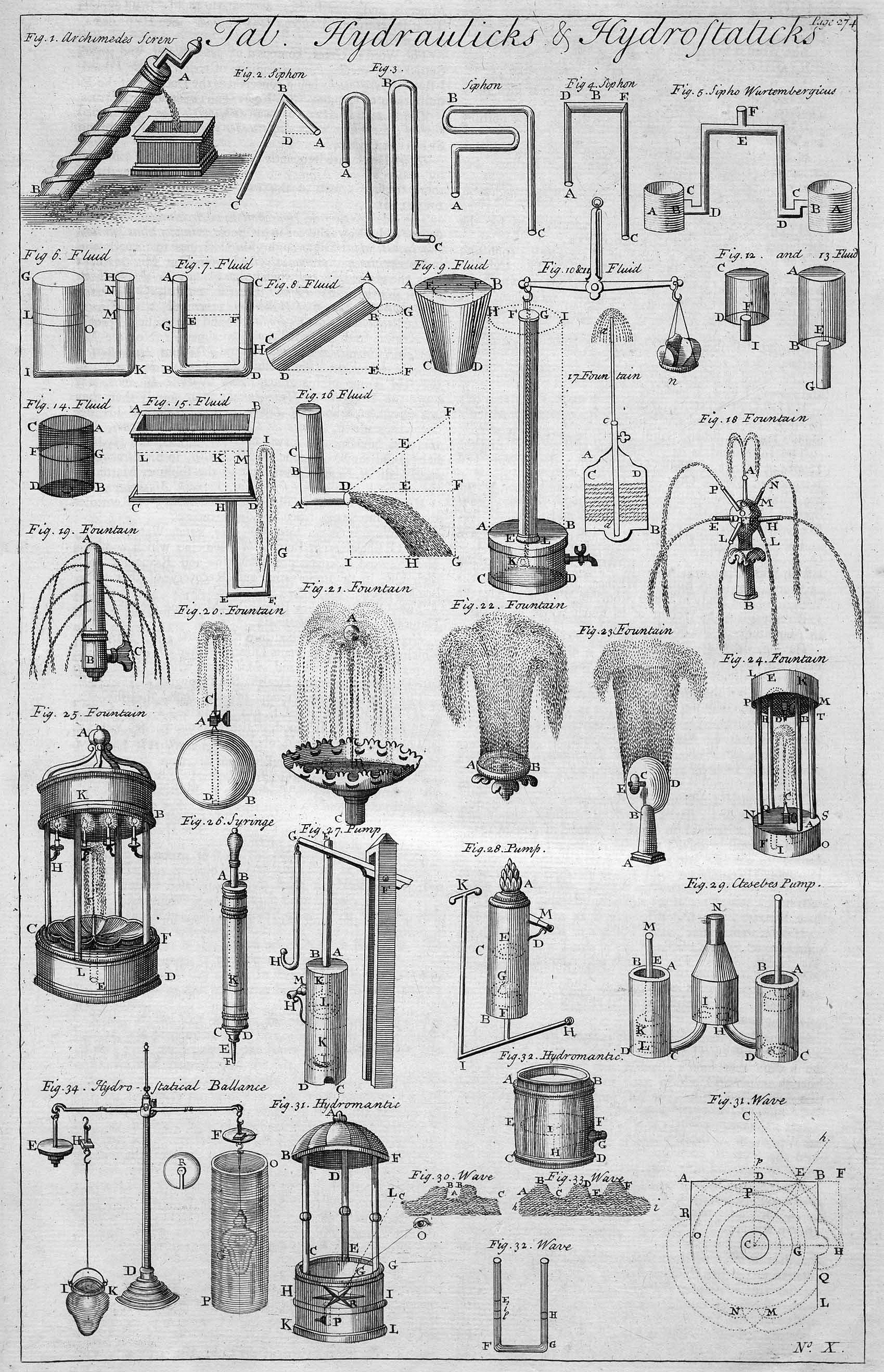
Table of Hydraulics and Hydrostatics, from the 1728 Cyclopaedia.

Гідравліка (грец. hydraulikys — водяний, від hydor — вода і aulos — трубка), (рос. гидравлика, англ. hydraulics, нім. Hydraulik f) — наука, яка вивчає закони рівноваги і руху рідин, а також способи застосування цих законів для розв'язання конкретних технічних завдань.

## Загальна характеристика
Під рідиною у гідравліці розуміють крапельні рідини, що їх вважають нестисливими, а також гази, якщо швидкість їхнього руху значно менша від швидкості звуку в них. Гідравліка вивчає рух рідини, оточеної та спрямованої твердими стінками, наприклад, трубами (так звана внутрішня задача).
Виділяють прикладну або технічну гідромеханіку.
Закони гідравліки широко використовуються під час вирішення практичних завдань у багатьох галузях техніки:
- машинобудуванні;
- гідроенергетиці;
- гідромеханізації;
- водопостачанні тощо.

Гідравліка складається з двох основних частин:
- гідростатика — вивчає закони рівноваги рідин.
- гідродинаміка — розглядає закони руху рідин.

## Історія науки
Походження цієї науки досить давнє. Явища, які стосуються гідравліки, цікавили людину ще в давні часи. Багато практичних питань пов'язаних із зрошенням, водопостачанням та використанням водної енергії для примітивних двигунів, успішно вирішувались ще в давнину. Проте мистецтво зведення гідротехнічних споруд тоді ґрунтувалось в основному на суто практичному досвіді будівельників.
Першим законом гідравліки, який установлює кількісний зв'язок між окремими елементами явищ, вважають загальновідомий закон Архімеда, установлений за 250 років до н. е.
Великий внесок у розвиток гідравліки зробили вчені XVI та XVII ст.
Нідерландський учений Сімон Стевін встановив правила визначення тиску рідини на стінку і дно посудини.
Італійський фізик і математик Еванджеліста Торрічеллі, учень Галілео Галілея, відкрив закон витікання рідини з посудини і запропонував формулу, що наближено визначала швидкість витікання рідини з малого отвору в посудині під дією сили тяжіння.
Французький математик і фізик Блез Паскаль установив закон, який і досі називають законом Паскаля і широко використовують у гідротехніці.
Засновником гідравліки, як науки вважають Даніеля Бернуллі.
У XVIII ст. почала розвиватися теоретична гідродинаміка, яка ґрунтувалася на диференціальних рівняннях руху ідеальної рідини Ейлера.
Російський вчений М. Є. Жуковський — основоположник сучасної аеромеханіки, створив теорію гідравлічного удару у водопровідних трубах.

## Гідравліка підземна
ГІДРАВЛІКА ПІДЗЕМНА, (рос. подземная гидравлика; англ. underground hydraulics, нім. unterirdische Hydraulik, Geohydrodynamik f) — наука про рух рідин, газів та їх сумішей у пористих і тріщинуватих середовищах (ґрунтах та гірських породах); розділ гідродинаміки. Предмет вивчення ГП — рух природних рідин і газів, що знаходяться в пластах, під дією природних сил і техногенних факторів. ГП вивчає: рух ґрунтових вод, підземних вод при розробці родовищ корисних копалин; витіснення нафти водою або газом, що виділяється з нафти, при розробці нафтових родовищ; рух газу в газових та вугільних пластах; процеси переміщення (міграції) природних флюїдів, що ведуть до утворення родовищ нафти і газу, а також руд, які кристалізуються із водних розчинів.